# František Kopřiva (fotbalista)
František Kopřiva (28. ledna 1891, Praha – 30. dubna 1976) byl český fotbalista, brankář, reprezentant Československa.

## Fotbalová kariéra
Za československou reprezentaci odehrál 28. června 1922 přátelské utkání s Jugoslávií v Záhřebu, které skončilo prohrou 3:4. Byl tehdy čtvrtým naším reprezentačním brankářem. Hrál za SK Meteor Praha VIII a v letech 1923 až 1925 za pražskou Spartu.

## Ligová bilance
| Ročník                                       | Zápasy | Góly | Klub           |
| -------------------------------------------- | ------ | ---- | -------------- |
| Kvalifikační soutěž Středočeské 1. ligy 1927 | 5      | 0    | ČAFC Vinohrady |
| CELKEM                                       | 5      | 0    |                |